# Love Me (album)
Love Me je soundtrackové album různých umělců k filmu Love Me režisérky Laetitia Masson. Album vyšlo v roce 2000 u vydavatelství Mercury France v omezeném číslovaném vydání (10 000 kusů). Mezi interprety písní jsou Johnny Hallyday, Abbey Lincoln, Elvis Presley a samotný John Cale, který složil originální hudbu k filmu, to vše doplnil ještě svou verzí písně „Heartbreak Hotel“. Ta vyšla ve stejné verzi již na albu Fragments of a Rainy Season.

## Seznam skladeb
| Pořadí | Název                               | Autor                                            | Interpret              | Délka |
| ------ | ----------------------------------- | ------------------------------------------------ | ---------------------- | ----- |
| 1.     | Heartbreak Hotel                    | Mae Boren Axton, Tommy Durden, Elvis Presley     | Johnny Hallyday        | 2:15  |
| 2.     | Requiem                             |                                                  | Gabriel Faure          | 1:39  |
| 3.     | Tryin' to Get to You                |                                                  | Johnny Hallyday        | 2:45  |
| 4.     | A Thrill and a Half                 | John Cale                                        | John Cale              | 0:41  |
| 5.     | (Let Me Be) Your Teddy Bear         |                                                  | Johnny Hallyday        | 1:52  |
| 6.     | A Thrill and a Half (Extract)       | John Cale                                        | John Cale              | 0:38  |
| 7.     | And It's Supposed to Be Love        |                                                  | Abbey Lincoln          | 5:05  |
| 8.     | Loving You (Live)                   |                                                  | Johnny Hallyday        | 2:02  |
| 9.     | Love Theme                          | John Cale                                        | John Cale              | 0:35  |
| 10.    | Tommy                               |                                                  |                        | 1:09  |
| 11.    | Love Theme (Electric)               | John Cale                                        | John Cale              | 0:35  |
| 12.    | Cotton                              |                                                  | P Lommet               | 0:39  |
| 13.    | Love Me Tender (Live Extract)       |                                                  | Sandrine Kiberlainová  | 0:33  |
| 14.    | Love Theme (Acoustic)               | John Cale                                        | John Cale              | 1:02  |
| 15.    | Jesus Lord                          |                                                  |                        | 0:58  |
| 16.    | Love Me Tender (Live Extract)       |                                                  | Jean-François Stévenin | 0:20  |
| 17.    | Low and Troubled                    |                                                  |                        | 1:00  |
| 18.    | Love Theme Acoustic                 | John Cale                                        | John Cale              | 0:46  |
| 19.    | Loving You                          |                                                  | Johnny Hallyday        | 1:49  |
| 20.    | St James Infirmary                  |                                                  |                        | 1:23  |
| 21.    | Solitary                            | John Cale                                        | John Cale              | 1:37  |
| 22.    | Loving You                          |                                                  |                        | 0:21  |
| 23.    | Sailor Theme                        | John Cale                                        | John Cale              | 3:28  |
| 24.    | Rocking Chair                       |                                                  |                        | 0:41  |
| 25.    | Last Scene                          | John Cale                                        | John Cale              | 1:48  |
| 26.    | Love Me Tender (Live)               |                                                  | Johnny Hallyday        | 2:45  |
| 27.    | Heartbreak Hotel                    | Mae Boren Axton, Tommy Durden, Elvis Presley     | John Cale              | 4:54  |
| 28.    | Taipei                              | John Cale                                        | John Cale              | 1:08  |
| 29.    | Can't Help Falling in Love with You | Hugo Peretti, Luigi Creatore, George David Weiss | Elvis Presley          | 3:01  |